# Park Krajobrazowy Dolina Baryczy
Krajinný park Dolina Baryczy (Park Krajobrazowy Dolina Baryczy) je krajinný park na jihozápadě Polska. Byl vyhlášen v roce 1996, rozkládá se na ploše 870,4 km² a je to největší krajinný park v Polsku.
Park je rozdělen mezi dvě vojvodství: Dolnoslezské vojvodství a Velkopolské vojvodství. V Dolnoslezském vojvodství jsou to okresy Milicz (Gmina Milicz, Gmina Cieszków, Gmina Krośnice), Olešnice (Gmina Twardogóra) a Trzebnica (Gmina Trzebnica, Gmina Prusice, Gmina Żmigród). Ve Velkopolském vojvodství je to okres Ostrów Wielkopolski (Gmina Odolanów, Gmina Przygodzice, Gmina Sośnie).
Park zahrnuje také přírodní rezervaci Miliczské rybníky (Stawy Milickie), která je pod ochranou Ramsarské úmluvy.